# Ренвілл (округ, Міннесота)
Шаблон:StateAbbr_ 44°43′ пн. ш. 94°58′ зх. д. / 44.72° пн. ш. 94.96° зх. д.
Округ  Ренвілл (англ. Renville County) — округ (графство) у штаті  Міннесота, США. Ідентифікатор округу 27129.

## Історія
Округ утворений 1855 року.

## Демографія
За даними перепису 
2000 року 
загальне населення округу становило 17154 осіб, усе сільське.
Серед мешканців округу чоловіків було 8548, а жінок — 8606. В окрузі було 6779 домогосподарств, 4622 родин, які мешкали в 7413 будинках.
Середній розмір родини становив 3,05.
Віковий розподіл населення поданий у таблиці:
| Стать    | До 15 років | 15-21 | 22-29 | 30-39 | 40-49 | 50-65 | 65-85 | Понад 85 |
| -------- | ----------- | ----- | ----- | ----- | ----- | ----- | ----- | -------- |
| Чоловіки | 1837        | 864   | 690   | 1076  | 1397  | 1245  | 1258  | 181      |
| Жінки    | 1811        | 730   | 575   | 1078  | 1210  | 1240  | 1585  | 377      |

## Суміжні округи
- Кендійогі — північ
- Мікер — північний схід
- Маклеод — схід
- Сіблі — південний схід
- Ніколлет — південний схід
- Браун — південь
- Редвуд — південний захід
- Єллоу-Медісін — захід
- Чиппева — північний захід

## Виноски
1. ↑  US Decennial Census. US Census Bureau. Процитовано 24 жовтня 2014.
2. ↑  Historical Census Browser. University of Virginia Library. Архів оригіналу за 11 серпня 2012. Процитовано 24 жовтня 2014.
3. ↑  Population of Counties by Decennial Census: 1900 to 1990. US Census Bureau. Процитовано 24 жовтня 2014.
4. ↑  Census 2000 PHC-T-4. Ranking Tables for Counties: 1990 and 2000 (PDF). US Census Bureau. Процитовано 24 жовтня 2014.
5. ↑  State & County QuickFacts. Бюро перепису населення США. Архів оригіналу за 7 червня 2011. Процитовано 1 вересня 2013.(англ.) Наведено за англійською вікіпедією.
6. ↑  American FactFinder. Бюро перепису населення США. Архів оригіналу за 26 лютого 2012. Процитовано 31 січня 2008.

| США | Це незавершена стаття з географії США. Ви можете допомогти проєкту, виправивши або дописавши її. |